# 仮面ライダーエグゼイド トリロジー アナザー・エンディング
『仮面ライダーエグゼイド トリロジー アナザー・エンディング』（かめんライダーエグゼイド トリロジー アナザー エンディング）は、特撮テレビドラマ『仮面ライダーエグゼイド』のオリジナルビデオ作品。
『仮面ライダーエグゼイド』のサブキャラクターを2人ずつ主人公に据えたスピンオフ作品。

## 概要
『劇場版 仮面ライダーエグゼイド トゥルー・エンディング』から2年後の世界を舞台にした後日譚が描かれる。リリース前の2018年初春に劇場公開されたほか、Amazonビデオや東映特撮ファンクラブなどで有料配信された。
テレビシリーズの主人公である宝生永夢は3作品全てに登場するが、いずれも2人の主人公を見守る立場として登場し、仮面ライダーエグゼイドに変身しない。2作品目である『パラドクスwithポッピー』で、女性の仮面ライダーがメインキャラクターとして据えられているのは、仮面ライダーシリーズのVシネマとしては初である。
テレビシリーズメインライターの高橋悠也は、Vシネマ用にストーリーを残すことは考えていなかったため内容に悩んだが、プロデューサーの大森敬仁が企画書に「黎斗脱獄」と記していたことから、テレビシリーズ序盤の黒幕であった檀黎斗を再び悪役に据えた物語とした。

## 作品
『仮面ライダーブレイブ&仮面ライダースナイプ』
2018年3月28日発売の第1弾。本編時間は55分。
『仮面ライダーパラドクスwith仮面ライダーポッピー』
2018年4月11日発売の第2弾。本編時間は52分。
『仮面ライダーゲンムVS仮面ライダーレーザー』
2018年4月25日発売の第3弾。本編時間は60分。

## 本作品オリジナルの登場人物
八乙女 紗衣子（）
3作品全てに登場。聖都大学附属病院・再生医療センターのゲノム医療研究室ユニットリーダーで、バグスターに記憶と共に組み込まれていた消滅者の遺伝子情報から身体復元を研究する遺伝子医療の権威。32歳。両親は幼少期に離婚しており、母親に引き取られていた。
その正体はネクストゲノム研究所所長で、かつての永夢からバグスターウイルス（パラド）を採取した財前美智彦の娘で、財前を復活させるため、裏で黎斗と協力していた。父を失ったことから、パラドを始めとするバグスターウイルスに強い憎しみを抱き、「バクスターは人間様の奴隷になるべき」という歪んだ考えを持つ。
普段は色気を見せるが、怒ると残酷な一面を露わにし、口調もドスの効いた荒いものになる。

ルーク・キッドマン
『ブレイブ&スナイプ』に登場。かつてニコがアメリカのゲーム大会で戦ったライバル。ゲームでニコに勝ったら彼女と付き合う約束を交わしていたが、彼女が日本に渡ったため、それを追う形で彼女の元を訪れた。だが、黎斗の陰謀によってラヴリカのゲーム病に感染する。

ブラックパラド / 仮面ライダーアナザーパラドクス
『パラドクスwithポッピー』『ゲンムVSレーザー』に登場。仮面ライダーアナザーパラドクスに変身するパラドに瓜二つのバグスター。ゲーム勝負をしながら天才ゲーマーMを上回る技術を持つ。
その正体は、檀正宗に感染した最初のバグスターウイルスを紗衣子が採取して、実体化・誕生させたバグスター。性格は残忍冷酷で、かつての正宗同様に目的のためなら一切手段は選ばない。人間と関わりを持ったことで心を持ったパラドを「失敗作」と称し、彼を捕らえることでパラドのフリをして永夢に近づき、永夢の天才ゲーマーとしての技術を盗んだ上で、彼に不意打ちで重傷を負わせる。しかし、その後はパラドが変身したパラドクスとの戦いに敗れる。
パラドクスに敗れて消滅した後は、黎斗にデータとして新規のバグヴァイザーIIに回収され、そして天才ゲーマーの力を欲した黎斗によって、そのデータと最初のバグスターウイルスを喰らう形で取り込まれた。その後もブラックパラド自身は一応完全消滅はしておらず、バグヴァイザーIIに閉じ込められた状態で僅かに登場する。そして復元された正宗が、このブラックパラドが閉じ込められたバグヴァイザーIIと、大我が作ったマスターガシャットの複製を使って、再び仮面ライダークロノスに変身したのだが、最終的には正宗は黎斗の力に敗れて再び消滅し、バグヴァイザーIIも破壊されたことで、完全に消滅した模様。
- 演じる甲斐翔真は、以前のパラドとは異なる無機質なゲームキャラと評している。

## 本作品オリジナルの仮面ライダー
ここでは本作品オリジナルの仮面ライダー・テレビシリーズにも登場する仮面ライダーの本作品オリジナルの形態を記述する。

### 仮面ライダーアナザーパラドクス パーフェクトノックアウトゲーマー
『パラドクスwithポッピー』に登場する、ブラックパラドがゲーマドライバーにガシャットギアデュアルアナザーを使用して変身する仮面ライダー。
変身時の掛け声は「変身!」で、変身音声は「悪の拳強さ！闇のパズル連鎖！悪しき闇の王座！パーフェクトノックアウト！」。
外見は仮面ライダーパラドクス パーフェクトノックアウトゲーマー レベル99と同様だが、複眼とライダーゲージを除いて全身が黒を基調としたカラーリングになっており、下半身の前垂れが千切れた形状のものに変化している。また、アナザギアスーツには青いパズルと赤い炎の意匠はなく、黒と灰のカラーリングであるため、ゲンム レベル0、レーザーターボ、クロノスと同じギアスーツの模様がある。この他にもAPヘッド-PK（頭部）のシルバンゴーグル、全身各部に装着された銀色のガードパーツのシルビルドガードなど細部が異なる。
基本性能はパラドクス レベル99と変わりないが、パラドクス レベル99を遥かに超える戦闘能力を持つ。
ツール
ゲーマドライバー
本作品でブラックパラドが使用する変身ベルト。外観ならびに機能は『エグゼイド』に登場する仮面ライダーが使用する物に準じる。
ブラックパラドの体内に宿主である正宗の人間の遺伝子が体内で生成されているため、使用が可能となる。
ガシャコンバグヴァイザーII
ゲームパッド型ガシャコンウェポンでバグヴァイザーの後継機。外観ならびに機能はポッピーとクロノスが使用する物に準じる。劇中ではチェーンソーモードを使用した。戦闘時には宿主である正宗クロノスと同様に畳みかけるような近接攻撃を仕掛けて敵を切り裂く。
大我クロノスが作ったマスターガシャットの複製を黎斗が回収した際は、これにセットして旧ネクストゲノム研究所にて正宗を復元した。アナザーパラドクスの敗北後は黎斗がこれを用いてブラックパラドを吸収して最初のバグスターウイルスの一部を自身に取り込み、拘束された檀正宗にマスターガシャットの複製と共に譲渡。再びクロノスに変身した正宗がゲンムにゲームオーバーされた後は、正宗が特殊機能モータルリセッターを付加して貴利矢の手に渡った。

必殺技
パーフェクトノックアウトクリティカルボンバー
ドライバーのレバーを閉じて再度引くことで発動する。右足にエネルギーを纏わせて回し蹴りを放つか、両脚にエネルギーを纏わせて飛び蹴りを叩き込む。

その他の登場作品
スピンオフ作品『ドライブサーガ 仮面ライダーブレン』
謎の軍団「無」の所属する悪の仮面ライダーとして登場。

### 仮面ライダーゲンム ゴッドマキシマムゲーマー レベルビリオン
『ゲンムVSレーザー』に登場する、檀黎斗がゲーマドライバーにゴッドマキシマムマイティXガシャットを装填して変身するゲンムの最強形態。
変身時の掛け声は「グレードビリオン」で、変身音声は「最上級の神の才能！クロトダーン！クロトダーン！ゴッドマキシマーム！X（エックス）!!」。ガシャットを装填した際には「マキシマムガシャット！」、レバーを開いた際には「ガッチャーン！不ー滅ー！（ふーめーつー！）」の音声が流れる。
外見は仮面ライダーエグゼイド マキシマムゲーマーレベル99と同様だが、黒と紫を基調としたゲンムと同様のカラーリングに変化している。レベル0の状態でゲーマを全身に装着した巨大な姿となり、ゲーマの胸にはゲンムの顔が描かれている。
巨体と伸縮自在の手足を駆使するトリッキーな戦法や、ガシャットに装填されたスイッチを押すことで強化アーマーから射出されてレベルビリオンの状態を維持したままレベル0の姿で戦うなど、エグゼイド レベル99と同じ戦法をするが、エグゼイド ムテキゲーマーと同等かそれ以上の戦闘能力があり、独自の能力として黎斗の想像したゲームを作り出す能力を持っている（ゲームについては後述）。
- 撮影用スーツはエグゼイド マキシマムゲーマーの色替え[18]。

ツール
ガシャコンキースラッシャー
レベルビリオン時に使用する複合型のガシャコンウェポン。外観ならびに機能はエグゼイドが使用する物に準じる。
ゲーマ（名称不明）
ゴッドマキシマムマイティXガシャットから召喚される巨大なゲーマ。強化アーマーとして纏うことでレベルビリオンにレベルアップする。
大まかな外観ならびに機能はマキシマムマイティXガシャットから召喚されるマキシマムゲーマと同じだが、カラーリングがゲンムと同様に黒と紫を基調としており、胸の巨大な顔マイティフェイスガードの目も吊り目になっている。
レーザーXの「クリティカルクルセイド」を受けた後にモータルリセッターによって消滅した。

必殺技
ゴッドマキシマムクリティカルブレッシング
ドライバーのレバーを閉じて再度開くことで発動する。右足にエネルギーを纏わせて飛び蹴りを叩き込む。

その他の登場作品
『小説 仮面ライダーエグゼイド ～マイティノベルX～』
本作品の後日譚で、檀黎斗IIが再生医療センターからゴッドマキシマムマイティXガシャットを強奪したことで変身。初対決となるエグゼイドからその能力を見て、「ゲームバランス皆無のチートスペックな上にムテキゲーマーでも攻略するのに5年10年どころが、冗談抜きで一生かかるかもしれない」と言わしめている。
コズミッククロニクルで掴んだ火星で、ハイパームテキガシャットを奪われたことで、ムテキゲーマーになれないエグゼイドを殴りつけ、ライダーゲージを残りわずかにするところまで追い詰めるが、エグゼイドがノベルゲーマー レベルXに変身したことで形勢逆転。
最後はキメワザのノベルクリティカルデスティニーを喰らい、変身解除された。

### 仮面ライダーレーザーX
『ゲンムVSレーザー』に登場する、九条貴利矢がバグルドライバーIIにギリギリチャンバラガシャットを装填して変身するレーザーの特殊形態。
変身音声は「ギリ・ギリ・ギリ・ギリ！（Wow!）チャンバラ!（Wow!）」。
外見は仮面ライダーレーザー チャンバラバイクゲーマー レベル3と同様だが、背中のレベル1の顔を除き、全身のカラーリングがバグヴァイザーIIのような青緑を基調とし、そこに青紫色の禍々しい紋様が入ったものに変化している。
変身に使用するドライバーにはゲンムの力をリセットして初期化させる能力モータルリセッターが組み込まれており、これによってレベルビリオンの戦闘能力を初期化させ、レベル0に戻したが、自身の戦闘能力値もレベル0に戻った。貴利矢はこの形態を「ゲンム攻略専用のレーザー」と称している。
ツール
バグルドライバーII
レーザーXの変身に用いるベルト。外観ならびに機能はポッピーとクロノスが使用する物に準じる。
ガシャコンバグヴァイザーIIはアナザーパラドクスの武器、復活した正宗がクロノスへの変身に用いた新規のもので、レベルビリオンとなったゲンムによってゲームオーバーとなり正宗が消滅した後、貴利矢に回収された。
装甲のヨロイアオノハガネイトが腕部に装着されている都合上、ベルトから取り外して手に持つことができないため、変身と必殺技の発動のみに使用される。
ブラックパラドを取り込んだ正宗が施した特殊機能モータルリセッターが付加されている。
ガシャコンスパロー
レーザーおよびレーザーターボが用いる弓型のガシャコンウェポン。この形態においても引き続き使用される。

必殺技
クリティカルクルセイド
ドライバーのBボタンを押した後、もう一度Bボタンを押すことで発動する。右足にエネルギーを纏わせて飛び蹴りを叩き込む。

## 関連用語・アイテム
ガシャットギアデュアルアナザー
ブラックパラドがアナザーパラドクスに変身する際に使用したガシャット。パラド曰く「黒いギアデュアル」。

ゴッドマキシマムマイティXガシャット
ブラックパラドの一部を吸収した黎斗が天才ゲームクリエイターと天才ゲーマーの力によって創造したガシャット。銀色のガシャットにブラックパラドのバグスターウイルスを流し込むことで完成させた。高性能ゲームエディターなどが組み込まれたことによって、世界のあらゆる概念を変え、どんなゲームも自由な発想を具現化することによって自在に生み出す力を持つ。
『バグスターをつくるぜ!!』のメカニズムが応用されており、破損した人間の遺伝子を復元・再構成して初期化するリプログラミングユニットが備わっており、この攻撃を受けた貴利矢を人間に限りなく近い形で蘇生させた。
小説『～マイティノベルX～』では貴利矢との戦いで消滅する間際にマイティノベルXガシャットを作り出していた他、ゲームのナビゲーターとバックアップを兼ねたバグスターの檀黎斗IIを生み出していたことが判明する。また、紗衣子によってこのガシャットを利用した研究が進められていたが、檀黎斗IIがレベルビリオンに変身するために再生医療センターから強奪される。

バンバンタンクガシャット
西馬ニコが大株主特権で小星作に発注して製作させたガシャット。大我が使用することを前提に開発が進められており、ゲームの内容は「無敵のゾンビを戦車でブッ潰す」というものでボーズ・オブ・テラの反省が活かされている。
初出は『【裏技】仮面ライダースナイプ エピソードZERO』で本作品ではスナイプに倒されたゲンムがゾンビクロニクルの個体であることが判明する。
劇中ではガシャコンマグナムに装填してバンバンクリティカルフィニッシュでゾンビゲーマーのゲンムを倒した。

ときめきクライシス
ラヴリカバグスターが登場するゲーム。リセットによって復元された天ヶ崎恋/ラヴリカと百瀬小姫を復活させた黎斗が仕掛けたゲームで、大我をテストプレイヤーとしてルーク・キッドマンをラヴリカのゲーム病に感染させ、ラヴリカを完全体として復活させようとした。その真の目的はクロノスの力を手にしたプレイヤーが使用した仮面ライダークロニクルのマスターガシャットの複製とその収集で、大我が2年間ものの間にあらゆるバグスターに対する抗体を生成し、クロノスに変身したことで、彼の変身が解除された後、黎斗が密かに回収し、ガシャットに残されたデータの中から正宗を復元させた。復元後は紗衣子によって正宗からブラックパラドが分離され、上記のゴッドマキシマムマイティXガシャットを完成させるに至った。

ガシャコンバグヴァイザーG
幻夢コーポレーションと再生医療センターが共同開発したゲーム機で、ガシャコンバグヴァイザーシリーズの最新型。白と黄緑を基調としており、『バグスターをつくるぜ!!』が収録されている。

バグスターをつくるぜ!!
幻夢コーポレーションと再生医療センターが共同開発した新しいゲームで、バグスターを人間のように育成させる育成シミュレーションゲーム。テストプレイヤーとなる育成バグスターは人間らしさを表わすゲージがついた首輪を装着し、プレイヤーによって様々な方法で育成させていくことで成長させていく。その真の目的は育成バグスターに選んだバグスターの体内にある分解された宿主の遺伝子であり、ポッピーの中にある檀櫻子の遺伝子とブラックパラドの中にある檀正宗の遺伝子を含んだウイルスを黎斗の体内で結合させることで彼の身体を蘇生させることだった。

ボーズ・オブ・テラ
小星作が考案したゲームで坊主の読経に合わせて数珠を振るいながら木魚型コントローラーをバチで叩いていき、突き出した数珠でゾンビを浄化･成仏させるロールプレイングゲーム。

ゾンビクロニクル
黎斗がゴッドマキシマムマイティXガシャットを使って生み出したサバイバルホラーゲームで、『仮面ライダークロニクル』がゾンビゲームとしてリニューアルされたもの。街に現れた仮面ライダーゲンム ゾンビゲーマー レベルXを一体討伐するごとに無作為で選ばれた消滅者が一人ずつバグスターウイルスとして復活するルールとなっている。ただし、街に出現したゾンビゲーマーは街の人々にバグヴァイザーでゾンビウイルスを散布し、ゾンビバグスターへと感染･変貌させ、人々を襲うとその人間もゾンビバグスターへと変貌させる能力を持ち、首都圏の約20パーセント以上をゾンビウイルスに感染させた。
このゲームによるものかは不明だが、作中ではゲンム レベルビリオンがゲーマから分離した際に口（エアフレッシュガード）から紫色の溶解ミストを吐き出してレーザーXを牽制したり、ガシャコンスパローから放たれた光の矢を消滅させた。

コズミッククロニクル
ゴッドマキシマムマイティXガシャットに収録されたゲーム。「宇宙崩壊の危機から地球を救う」という内容で作中では虫眼鏡の要領でマルチロックレーザーユニットによって太陽の光を一転に集めてレーザー光線を放つ、宇宙から飛来させた隕石群を落とす、さらには伸ばした腕でゲームエリア内の月を掴んでから敵に殴りつけるなどといった太陽や月や惑星などの宇宙の力を武器として操る。また、黎斗は「宇宙は時の概念を歪める」と豪語しており、この宇宙の力でクロノスのポーズを無効化した。
小説『～マイティノベルX～』ではレベルビリオンに変身した檀黎斗IIがこのゲームを起動し、掴んだ火星をハイパームテキになれないエグゼイドに喰らわせてライダーゲージを減らした。

## キャスト

### 『仮面ライダーブレイブ&仮面ライダースナイプ』（キャスト）
- 鏡飛彩 / 仮面ライダーブレイブ - 瀬戸利樹
- 花家大我 / 仮面ライダースナイプ / 仮面ライダークロノス - 松本享恭
- 宝生永夢 - 飯島寛騎
- 檀黎斗 - 岩永徹也
- 仮野明日那 - 松田るか
- 九条貴利矢 - 小野塚勇人
- 西馬ニコ - 黒崎レイナ
- 百瀬小姫 - 中川可菜
- 三木くるみ、和知大祐
- 天ヶ崎恋 - 小手伸也
- ラヴリカバグスター（声） - 諏訪部順一
- ルーク・キッドマン - ハリー杉山
- 八乙女紗衣子 - 柳ゆり菜
- 檀正宗 - 貴水博之

### 『仮面ライダーパラドクスwith仮面ライダーポッピー』（キャスト）
- パラド / 仮面ライダーパラドクス[注釈 5] - 甲斐翔真
- 仮野明日那 / ポッピーピポパポ / 仮面ライダーポッピー - 松田るか
- 宝生永夢 - 飯島寛騎
- 檀黎斗 - 岩永徹也
- 九条貴利矢 - 小野塚勇人
- グラファイト - 町井祥真
- 檀櫻子 - 中井理恵
- 小星作 - 宇野祥平
- 八乙女紗衣子 - 柳ゆり菜
- 檀正宗 - 貴水博之

### 『仮面ライダーゲンムVS仮面ライダーレーザー』（キャスト）
- 檀黎斗 / 仮面ライダーゲンム - 岩永徹也
- 九条貴利矢 / 仮面ライダーレーザーターボ - 小野塚勇人
- 宝生永夢 - 飯島寛騎
- 鏡飛彩 - 瀬戸利樹
- 花家大我 / 仮面ライダースナイプ - 松本享恭
- 仮野明日那 - 松田るか
- パラド - 甲斐翔真
- 西馬ニコ - 黒崎レイナ
- ミワ - 金野美穂
- ミワの父親 - 柴田明良
- 麻鈴、和知大祐
- 八乙女紗衣子 - 柳ゆり菜
- 檀正宗 / 仮面ライダークロノス - 貴水博之

### スーツアクター

#### 『仮面ライダーブレイブ&仮面ライダースナイプ』（スーツアクター）
- 仮面ライダーブレイブ[29][30] - 渡辺淳
- 仮面ライダースナイプ[31]、仮面ライダークロノス（花家大我）[32][33] - 永徳
- 神前元
- 小森拓真
- 藤田慧
- 寺本翔悟
- 井口尚哉
- 北村海
- 北野瑠那
- 青島誠哉
- 市川雅章
- 福田圭佑
- 松本直也

#### 『仮面ライダーパラドクスwith仮面ライダーポッピー』（スーツアクター）
- 岡田和也
- 仮面ライダーポッピー[34][11] - 内川仁朗[注釈 6]
- 中田裕士
- 伊藤茂騎
- 高田将司
- 大藤直樹
- 小森拓真
- 藤田慧
- 上平田結花

#### 『仮面ライダーゲンムVS仮面ライダーレーザー』（スーツアクター）
- 仮面ライダーゲンム[出典 4] - 中田裕士
- 仮面ライダーレーザーX[14][35] - 藤田慧
- 渡辺淳
- 永徳
- 渡辺実
- 大藤直樹
- 神前元
- 伊藤茂騎
- 鍜治洸太朗
- 井口尚哉
- 隈本秋生
- 野邉大地
- 石上龍成
- 北野瑠那
- 宮澤雪
- 松原凛
- 宍倉弘忠
- 内田卓斗
- 松本直也
- 小森拓真

## スタッフ
- 原作 - 石ノ森章太郎
- 脚本 - 高橋悠也
- スーパーバイザー - 小野寺章
- エクゼクティブプロデューサー - 加藤和夫（東映ビデオ）
- 音楽 - ats-,清水武仁&渡辺徹（tearbridge production）
- 撮影 - 倉田幸治
- 照明 - 斗沢秀
- 美術 - 大嶋修一
- 録音 - 堀江二郎
- 編集 - 若松広大
- スクリプター - 國米美帆
- 助監督 - 茶谷和行
- 制作担当 - 中保眞典（ブレイブ&スナイプ、パラドクスwithポッピー）、板垣隆弘（ゲンムVSレーザー）
- ラインプロデューサー - 下前明弘
- 絵コンテ - 武藤聖馬（ブレイブ&スナイプ、パラドクスwithポッピー）、伊藤そうあ（ゲンムVSレーザー）
- カースタントコーディネイト - 西村信宏（タケシレーシング、パラドクスwithポッピーのみ）
- クリーチャーデザイン - 寺田克也
- キャラクターデザイン - 田嶋秀樹（石森プロ）、PLEX
- 医療監修 - 林昇甫（パラドクスwithポッピーのみ）
- パッケージデザイン - 菅誠司
- プロデューサー補 - 山田真行（東映ビデオ）、田中階子（東映ビデオ）、谷中寿成（東映）、安東健太（東映）
- 製作プロダクション - 東映テレビ・プロダクション
- 委員会スタッフ - 安村基（東映ビデオ）、高津和泉（東映ビデオ）、古谷大輔（ADK）、桃井信彦（バンダイ）
- プロデューサー - 中野剛（東映ビデオ）、大森敬仁（東映）
- アクション監督 - 宮崎剛（ジャパンアクションエンタープライズ）
- 監督 - 鈴村展弘
- 製作 - 東映ビデオ株式会社、ADK、BANDAI、東映

## 主題歌
「Fellow Soldier」（ブレイブ＆スナイプ）
作詞：田澤孝介 / 作曲：都啓一 / 編曲・歌：Rayflower
「Real Heart」（パラドクスwithポッピー）
作詞：Mio Aoyama・森月キャス / 作曲：ats- / 編曲：渡辺徹・清水武仁 / 歌：松田るか
「Believer」（ゲンムVSレーザー）
作詞･作曲：BOUNCEBACK / 編曲：清水武仁&渡辺徹 / 歌：貴水博之

## 映像ソフト化
Blu-ray / DVDでリリース。
- 仮面ライダーエグゼイド トリロジー アナザー・エンディング 仮面ライダーブレイブ＆仮面ライダースナイプ（1枚組、2018年3月28日発売）
  - 映像特典
    - Making
    - TRAILER
    - POSTER GALLERY

  - 音声特典（Blu-ray版のみ）
    - オーディオ・コメンタリー（瀬戸利樹×松本享恭×監督：鈴村展弘）
- 仮面ライダーエグゼイド トリロジー アナザー・エンディング 仮面ライダーパラドクスwith仮面ライダーポッピー（1枚組、2018年4月11日発売）
  - 映像特典
    - Making
    - TRAILER
    - DESIGN GALLERY
    - POSTER GALLERY

  - 音声特典（Blu-ray版のみ）
    - オーディオ・コメンタリー（甲斐翔真×松田るか×監督：鈴村展弘）
- 仮面ライダーエグゼイド トリロジー アナザー・エンディング 仮面ライダーゲンムVS仮面ライダーレーザー（1枚組、2018年4月25日発売）
  - 映像特典
    - Making
    - TRAILER
    - DESIGN GALLERY
    - POSTER GALLERY

  - 音声特典（Blu-ray版のみ）
    - オーディオ・コメンタリー（岩永徹也×小野塚勇人×監督：鈴村展弘）
- 仮面ライダーエグゼイド トリロジー アナザー・エンディング 仮面ライダーパラドクスwith仮面ライダーポッピー ゴッドマキシマムマイティXガシャット版（1枚組、2018年4月11日発売・初回生産限定版）
  - セット内容
    - 仮面ライダーエグゼイド トリロジー アナザー・エンディング 仮面ライダーパラドクスwith仮面ライダーポッピー（通常版と共通）
    - DXゴッドマキシマムマイティXガシャット
- 仮面ライダーエグゼイド トリロジー アナザー・エンディング コンプリートBOX+ゴッドマキシマムマイティXガシャット（3枚組、2018年4月11日発売・初回生産限定版）
  - セット内容
    - ディスク1：「仮面ライダーブレイブ＆仮面ライダースナイプ」本編ディスク（通常版と共通）
    - ディスク2：「仮面ライダーパラドクスwith仮面ライダーポッピー」本編ディスク（通常版と共通）
    - ディスク3：「仮面ライダーゲンムVS仮面ライダーレーザー」本編ディスク（通常版と共通）
    - DXゴッドマキシマムマイティXガシャット
    - ライナーノート
    - 主題歌CD
    - 特製収納BOX

## 他媒体展開
『仮面ライダーエグゼイド [裏技] 仮面ライダースナイプ エピソードZERO』
Blu-ray COLLECTIONの映像特典である短編。『ゲンムVSレーザー』において、同作品のシーンが流用されている。
『仮面ライダーエグゼイド [裏技] 仮面ライダーパラドクス』
パラド / 仮面ライダーパラドクスを主人公にした応募者全員サービスオリジナルDVD。Vシネマの前日譚となっており、終盤における檀黎斗の脱走で物語が始まるようになっている。
『仮面ライダー平成ジェネレーションズ FINAL ビルド&エグゼイドwithレジェンドライダー』（2017年12月9日公開）
『仮面ライダービルド』と『仮面ライダーエグゼイド』をメインとしたクロスオーバー作品。本作品では檀黎斗の心境の変化が描かれており、Vシネマの展開に繋がっている。
『ドライブサーガ 仮面ライダーブレン』
『仮面ライダードライブ』のスピンオフ作品。仮面ライダーアナザーパラドクス パーフェクトノックアウトゲーマーが登場。
『小説 仮面ライダーエグゼイド 〜マイティノベルX〜』

## エイプリルフール企画
『仮面ライダーエグゼイド』の公式ツイッターの2018年4月1日でのツイートで、2020年に『仮面ライダーゲンムズ -ザ・プレジデンツ-』をリリース・同時絶版するという嘘のツイートだった。